# Aegolius
Aegolius је род малих сова из фамилије правих сова. Три данас постојеће врсте ограничене су само на Нови Свет, док гаћаста кукумавка има циркумполарни ареал и може се наћи у Северној Америци, Евроазији, на Алпима и Стеновитим планинама.

## Систематика
Род Aegolius састоји се из следећих врста:
- Aegolius funereus (гаћаста кукумавка)
- Aegolius acadicus (северни ћук)
- Aegolius ridgwayi
- Aegolius harrisii
- †Aegolius gradyi
- †Aegolius martae

## Распрострањеност
То су у суштини ноћне шумске птице које живе у умереним или хладним климатским подручјима; две северне врсте размножавају се у четинарским шумама Северне Америке, а врсте Aegolius ridgwayi и Aegolius harrisii су планинске врсте тропских или храстових шума Централне и Јужне Америке.
Птице из овог рода су углавном станарице, али северне врсте се понекад селе на југ или на ниже надморске висине у јесен. Кретање је тешко пратити због проблема проналажења ових сова ван сезоне парења, с обзиром да се током тог периода не оглашавају.

## Опис
су мале сове, здепасте, са кратким репом, широким крилима и великим округлим фацијалним диском. Дужина птица варира од врсте до врсте, и креће се између 18 и 27 центиметара. Перје на горњој страни тела им је тамнобраон или црно, а беличасто са доње стране тела, испресецано пругама. Глава је велика, са жутим очима и добро дефинисаним лицем. Лет је јак, окретан и директан.

## Исхрана
Исхрана се састоји углавном од глодара и осталих ситних сисара, али се такође могу хранити и другим птицама, слепим мишевима, инсектима и другим бескичмењацима, у зависности од тога шта им је доступно.

## Размножавање
Размножавају се у шупљинама стабла, где полажу неколико јаја. Оглашавају се понављајућим звиждуком током сезоне парења.